# Tenente comandante
Tenente comandante (inglese Lieutenant commander anche con trattino Lieutenant-commander; abbreviato LtCdr. o LCDR) è un grado tra gli ufficiali adottato in molte marine di tradizione anglofona, fra le quali la marina degli Stati Uniti e la marina britannica. In queste organizzazioni, il tenente comandante è un grado superiore al tenente (lieutenant) (corrispondente al tenente di vascello della Marina Militare Italiana)  e inferiore a comandante (corrispondente al capitano di fregata della Marina Militare Italiana), equivalente al grado di maggiore delle forze terrestri e delle forze aeree. Il grado è equivalente al capitano di corvetta della Marina Militare Italiana. Il tenente comandante è un ufficiale secondo in comando su molte navi da guerra quali fregate o cacciatorpediniere  o ufficiale in comando di navi più piccole o di sottomarini.
Tenente comandante, nell'universo della serie televisiva di fantascienza Star Trek è anche un grado della Flotta Stellare, la componente militare della Federazione Unita dei Pianeti, il cui sistema di gradi è basato su quelli della United States Navy e della Royal Navy, e i cui gradi e i didtintivi di grado ispirati a quelli usati dalla Marina degli Stati Uniti.

## Royal Navy
Originariamente la Royal Navy, avendo meno gradi dell'esercito, aveva diviso alcuni dei suoi gradi per anzianità nel grado per una equiparazione: quindi un tenente con meno di otto anni di anzianità indossava due strisce e si classificava con un capitano dell'esercito; un tenente di otto anni o più nel grado indossava due strisce con una più sottile in mezzo e si classificava con un maggiore. Questa distinzione venne apparentemente abolita quando fu introdotto il grado di tenente comandante, sebbene la promozione a quest'ultimo grado fosse automatica in seguito all'accumulo di otto anni di anzianità come tenente. La promozione automatica è stata interrotta all'inizio del 21º secolo e ora la promozione viene assegnata solo in base al merito.
Il distintivo di grado nella Royal Navy è costituito da due strisce intrecciate dorate medie con una sottile striscia dorata in mezzo, posizionate su uno sfondo blu navy/nero. La striscia superiore ha il giro di bitta utilizzato in tutte le insegne di grado degli ufficiali della Royal Navy, ad eccezione del grado di midshipman, che è omologo all'aspirante guardiamarina della Marina Militare Italiana.
Nel British Army e nel Corpo dei Royal Marines il grado omologo è major, mentre nella Royal Air Force il grado corrispondente è squadron leader.
Per gran parte della sua esistenza, il Royal Observer Corps (ROC) britannico mantenne il grado di tenente comandante osservatore (inglese: observer lieutenant commander). Coloro che facevano parte del ROC indossavano le uniformi della Royal Air Force e il loro distintivo di grado simile a quello di uno squadron leader della RAF tranne per il fatto che le strisce erano interamente in nero. Precedentemente, la denominazione del grado era observer lieutenant (first class), letteralmente "tenente osservatore di prima classe".

### Commonwealth
Il grado è utilizzato nelle marine degli stati facenti parte del Commonwealth e, come nella Royal Air Force, nelle forze aeree degli stati del Commonwealth il grado corrispondente è squadron leader.

#### Canada
Il Canada utilizza per la denominazione dei gradi delle sue forze armate il bilinguismo e nella Royal Canadian Navy il grado è lieutenant commander nella sua denominazione in lingua inglese e capitaine de corvette nella sua denominazione in lingua francese. Il grado omologo nel Royal Canadian Army e nella Royal Canadian Air Force è major.
Analogamente alla Royal Navy, la promozione al grado di lieutenant commander era precedentemente automatica dopo otto anni di anzianità come lieutenant; l'automatismo è cambiato a metà degli anni novanta e ora la promozione viene assegnata solo in base al merito.
Il distintivo di grado è costituito da due strisce da 1/2 pollice (13 mm) con una striscia da 1/4 pollice (6,4 mm) in mezzo, indossate sui polsini della giacca dell'uniforme di servizio. Come alti ufficiali, lungo il bordo della visiera dei loro berretti di servizio è presente una fila di foglie di quercia dorate. Il fregio da berretto degli ufficiali delle operazioni navali indossano un'ancora su un ovale nero, circondata da una corona di foglie d'acero ai lati e alla base dell'ovale, il tutto sormontato dalla corona di Sant'Edoardo.
Prima dell'unificazione delle forze armate canadesi nel 1968, la struttura dei gradi e i distintivi di seguivano lo schema britannico e, a differenza della Royal Air force e delle altre forze aeree degli stati del Commonwealth dove il grado omologo di lieutenant commander è squadron leader, nella Royal Canadian Air Force è major, nonostante il Canada faccia parte del Commonwealth.

## Stati Uniti
Negli Stati Uniti il grado di lieutenant commander è stato istituito nella US Navy nel 1862 ed è equivalente al grado di major dell'Esercito americano della United States Air Force, della United States Space Force e del Corpo dei Marine. Oltre che nella US Navy il grado è in vigore nella Guardia costiera, nello United States Public Health Service Commissioned Corps (PHS) nel National Oceanic and Atmospheric Administration Commissioned Corps (NOAA) e nello Judge Advocate General's Corps. Il grado di lieutenant commander è omologo al capitano di corvetta della Marina Militare Italiana e come nella Royal Navy è superiore a quello di lieutenant (letteralmente: “tenente” ma equivalente nella Marina Militare Italiana a tenente di vascello e inferiore a quello di commander (cioè “comandante”), corrispondente nella Marina Militare Italiana a quello di capitano di fregata.
Il distintivo di grado dei tenenti comandanti per paramano e per controspallina è costituito ua striscia dorata da 1/4 di pollice tra due strisce dorate da 1/2 pollice (dimensione nominale) e sopra le strisce indossano le insegne della loro specialità (una stella per gli ufficiali di vascello, una singola foglia di quercia per i medici con ghianda d'argento per il Corpo sanitario, foglie di quercia incrociate per il Genio Civile, stemma degli Stati Uniti per la Guardia Costiera, eccetera) e al collare una foglia di quercia dorata, simile a quella dei maggiori dell'Aeronautica e dell'Esercito, e identico a quello indossato dai maggiori del Corpo dei Marines.
Distintivo di grado

Lieutenant commander US Coast Guard
Lieutenant commander< NOAACC

Lieutenant commander PHSCC
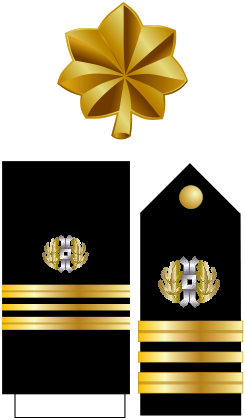
Lieutenant commander JAG USN

## Polonia
Nella Marynarka Wojenna il grado di tenente comandante (polacco: komandor porucznik), diversamente dalle marine di tradizione anglosassone, è omologo al capitano di fregata della Marina Militare Italiana e al commander delle marine anglofone, mentre il grado omologo al capitano di corvetta della Marina Militare Italiana e al lieutenant commander delle marine del Commonwealth e di tradizioni anglofone è komandor podporucznik, letteralmente “sottotenente comandante”.
| Codice NATO                 | OF-5                 | OF-4                | OF-3                  | OF-2                |
| --------------------------- | -------------------- | ------------------- | --------------------- | ------------------- |
| Marynarka Wojenna           |                      |                     |                       |                     |
| Polacco                     | komandor             | komandor porucznik  | komandor podporucznik | kapitan marynarki   |
| Abbreviazione               | kmdr                 | kmdr por.           | kmdr ppor.            | kpt.mar.            |
| equivalente Marina Militare | Capitano di vascello | Capitano di fregata | Capitano di corvetta  | Tenente di vascello |
|                             |                      |                     |                       |                     |

## Galleria d'immagini

Lieutenant commander (Antigua e Barbuda)[7]
Lieutenant commander (Royal Australian Navy)[8]
Lieutenant commander (Bahamas)[9]
Lieutenant commander (Bangladesh Navy)[10]
Lieutenant commander (Barbados Coast Guard)
Lieutenant commander (Belize Coast Guard)
Leftenan komander (Royal Brunei Navy)[11]
Lieutenant commander (Capitaine de corvette) (Royal Canadian Navy)[12]
ሌፍተናንት ኮማንደር Lēfitenaniti komanideri (Ethiopian Navy)
Lieutenant commander (Republic of Fiji Navy)
Lieutenant commander (Gambian Navy)
Lieutenant commander (Ghana Navy)
Lieutenant commander (Giamaica)[13]
Lieutenant commander (Guyanan Coast Guard)
Lieutenant commander (Indian Navy)[14]
Lieutenant commander (Lefteanant-cheannasaí) (Irish Naval Service)[15]
Komandleitnants (Lettonia)[16]
Lieutenant commander (Liberia)[17]
Komandoras leitenantas (Lituania)[18]
Leftenan komander (Malaysia)[19]
Lieutenant commander (Namibian Navy)[20]
Lieutenant commander (Royal New Zealand Navy)[21]
Lieutenant commander (Nigerian Navy)[22]
Lieutenant commander (Pakistan Navy)[23]
Lieutenant commander (Papua Nuova Guinea)
Komandor porucznik (Polonia)[24]
Lieutenant commander (Royal Navy)[25]
Locotenent-comandor (Romania)[26]
Lieutenant commander (Saint Kitts e Nevis)
Lieutenant commander (Sierra Leone Navy)
Lieutenant commander (South African Navy)[27]
Lieutenant commander (Sri Lanka Navy)[28]
Lieutenant commander (Tanzania)
Lieutenant commander (Tonga)[29]
Lieutenant commander (Vanuatu Maritime Wing)
Lieutenant commander (Trinidad e Tobago)[30]